# بارني ويندر
بارني ويندر (بالإنجليزية: Barney Winder)‏ هو لاعب دوري الرغبي نيوزيلندي، ولد في 15 مارس 1884، وتوفي في 9 أغسطس 1954.